# 松浦太一
松浦 太一（まつうら たいち）は、日本の人名。
- 万協製薬株式会社の創業者。
- 株式会社Plottの社員。私立パラの丸高校の脚本担当。